# Großhart
Großhart est une ancienne commune autrichienne du district de Hartberg en Styrie.